# Century Child
Century Child — студійний альбом гурту Nightwish, випущений 2002 року на лейблі Spinefarm. Цей альбом дуже відрізняється від попередніх і за звучанням, і за духом. З цього альбому вокал Тар'ї набуває більш естрадного звучання, також це перший альбом Nightwish на якому повноцінно використано оркестр.
2004 року Spinefarm випускає спеціальну редакцію цього альбому на двох CD. В неї увійшов спеціальний диск захищений від копіювання, з підписами учасників групи і незвичайно виглядаючий прозорий диск з відео на кавер Гері Мура Over the Hills and Far Away. Буклет також містить ID-код, за допомогою якого власник може завантажити з Інтернету повну версію альбому і три бонусні композиції. Всі три Nightwish, The Forever Moments та Etiäinen були взяті з першого демо-альбому групи, який був записаний тоді, ще коли вони були акустичним проектом.

## Список композицій
Звичайна версія альбому
1. «Bless the Child» 6:12
2. «End of All Hope» 3:55
3. «Dead to the World» 4:19
4. «Ever Dream» 4:44
5. «Slaying the Dreamer» 4:31
6. «Forever Yours» 3:50
7. «Ocean Soul» 4:14
8. «Feel for You» 3:55
9. «The Phantom of the Opera» 4:10
10. «Beauty of the Beast (Long Lost Love — One More Night To Live — Christabel)» 10:21

Колекційне видання для Spinefarm UK
1. «Bless the Child» 6:12
2. «End of All Hope» 3:55
3. «Dead to the World» 4:19
4. «Ever Dream» 4:44
5. «Slaying the Dreamer» 4:31
6. «Forever Yours» 3:50
7. «Ocean Soul» 4:14
8. «Feel for You» 3:55
9. «The Phantom of the Opera» 4:10
10. «Beauty of the Beast (Long Lost Love — One More Night To Live — Christabel)» 10:21
11. «The Wayfarer» (бонус трек)
12. «Lagoon» (бонус трек)
13. «Bless the Child» (edit)
14. «End of All Hope» (live)
15. «Dead to the World» (live)

## Учасники
- Туомас Холопайнен — композитор, клавишні, вокал
- Емппу Вуорінен — гітара
- Юкка Невалайнен — ударні
- Тар'я Турунен — вокал
- Марко Хієтала — бас-гітара